# Julio Senador Gómez

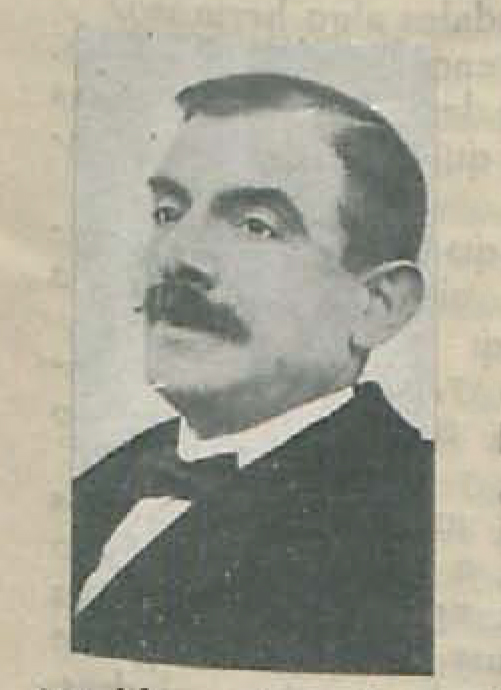
Retrato de Julio Senador

Julio Senador Gómez Maestro (Cervillego de la Cruz, 26 de septiembre de 1872-Pamplona, 28 de enero de 1962) fue un escritor español perteneciente al regeneracionismo.

## Biografía
Nacido en la localidad vallisoletana de Cervillego de la Cruz, perteneciente a la provincia de Valladolid, el 26 de septiembre de 1872, era hijo de una familia de medianos labradores. A los tres años de su infancia se vio afectado por una poliomielitis que le deformó una pierna y que menguó algo los haberes de la familia, empeñada en curarlo costase lo que costase. Marchó a Valladolid a estudiar el bachillerato en un internado (1883-1888) con un pariente de la madre, director del Colegio de Santo Tomás. Al acabar el internado su familia se trasladó con él a Valladolid, ya que su hermana Maurina, también magnífica estudiante, quería ser maestra. Su paso por la Universidad de esta ciudad, donde estudió derecho, le decepcionó profundamente. En 1895 aprobó las últimas cinco asignaturas que le quedaban. Superó el examen de licenciado en 1897. Él hubiera querido estudiar ingeniería de montes (escribió algunas obras de temática forestal), pero preparó oposiciones a notarías que acabaría aprobando. 
El ejercicio de su profesión como notario en diversas localidades españolas le permitió conocer a fondo la España rural, pero fue sobre todo su estancia en la villa palentina de Frómista la que ha dejado un recuerdo más vivo. 
Crítico, con frecuencia despiadado, pero siempre riguroso de las situaciones existentes en la España de su tiempo, nos ha dejado obras imperecederas, como la famosa Castilla en escombros: las leyes, las tierras, el trigo y el hambre (1915, reimpresa varias veces). Allí pinta un cuadro negrísimo de la realidad castellana: "Hoy decir Castilla no es más que articular un vocablo vacío de sentido, porque ya no queda aquí ninguna Castilla de existencia real". 
Este libro le dio cierta celebridad y empezó a escribir artículos en la revista España y más esporádicamente en El Socialista. En estos artículos ataca diversos aspectos de la vida española: la injusticia del sistema impositivo, la propiedad comunal de la tierra, el atraso técnico, el proteccionismo. De Ricardo Macías Picavea asimiló el odio hacia Madrid, el iberismo, y la creencia en una conjura internacional contra España. El pensamiento de Joaquín Costa fue también fundamental. Aunque había leído el Manifiesto comunista de Marx y a Wilfredo Pareto, concedió más importancia a lecturas técnicas y científicas y de índole más práctica que teórica. El pensamiento que más le influyó y contribuyó a formarle fue el de Henry George en su obra Progreso y miseria, doctrina que había calado en ciertos sectores de la intelectualidad española a partir de 1910. Conocía bien, por otra parte, los libros del irracionalismo francés, Le Bon, Barrès y Avenel. Propugnó un modelo de desarrollo que no se llevase por delante el mundo campesino y fuese respetuoso con la naturaleza; por eso no le entusiasmaron ni la urbanización del país ni los avances de la agricultura cerealista. Senador se sentía heredero de la tradición liberal y más que un pensador económico se consideraba un humanista. Durante los años veinte se manifestó contra la "peste fascista". Hoy suena algo ingenua su propuesta de que se puede simplificar la política desideologizándola.
Sus textos influyeron en el pensamiento político de Gregorio Fernández Díez (1891-1954) y en la obra de éste, El Valor de Castilla (1926).

## Obras
- Al servicio de la plebe: la farsa trágica miseria (Madrid: Morata, 1930).
- El impuesto y los pobres (Valencia, 1931).
- La tierra libre. no pidáis pan, pedid tierra (Valladolid, 1918).
- La canción del Duero. Arte de hacer naciones y de deshacerlas, (Valladolid, 1919). En la edición de (Madrid: Sucesores de Rivadeneyra, 1932) atenúa algunos juicios y rebaja algunos argumentos.
- Antología (1915-1936) introducción y selección de textos, Ricardo Robledo, 1992
- Castilla en escombros: las leyes, las tierras, el trigo y el hambre (1915); segunda edición en 1920. Reimpreso en 1978 y en 1992.
- Castilla: lamento y esperanza (Escritos 1915-1935). Estudio preliminar por J. M. Palomares y E. Orduña. (Valladolid, Ámbito, 1992). Colección de artículos periodísticos.
- La ciudad castellana : entre todos la matamos (Barcelona, 1918); reimpreso por Fundación Banco Exterior, 1989. (Biblioteca Regeneracionista)
- Desde Castilla, selección y prólogo de César Armando Gómez
- Los derechos del hombre y los del hambre (Valladolid, 1928). Reimpreso en 1978.